# System milczenia

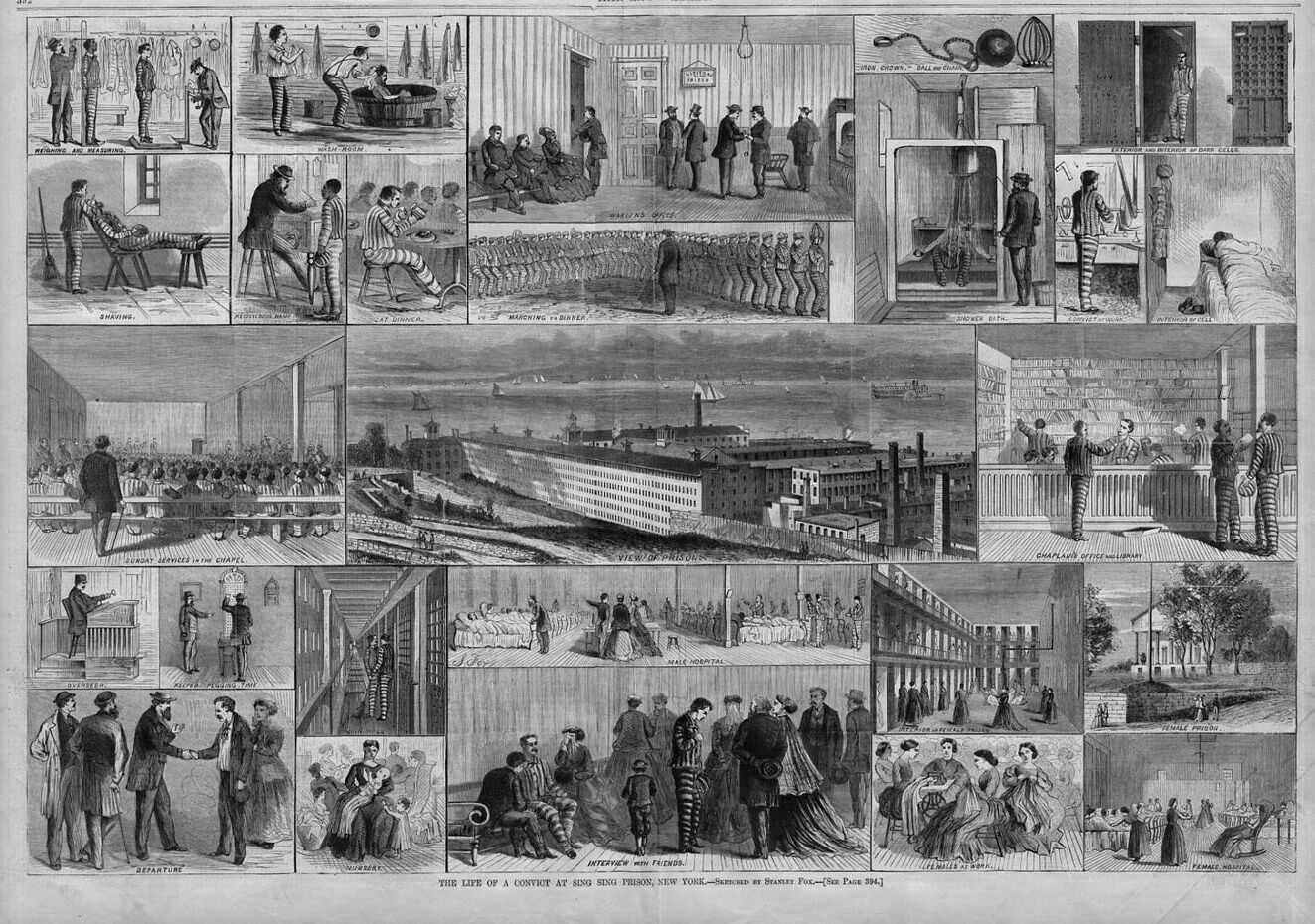
Życie więźniów w amerykańskim zakładzie karnym Sing Sing, zorganizowanym w systemie milczenia (1867)

System milczenia, system auburnski (ang. Auburn system, New York system lub Congregate system) – typ systemu penitencjarnego ukształtowany w Stanach Zjednoczonych w latach 20. XIX w. Więzienia w tym systemie charakteryzowały się nocną izolacją osadzonych odbywających karę w jednoosobowych celach, oraz spędzaniu dni w pomieszczeniach wspólnych (np. na pracy), jednak przy zachowaniu całkowitego milczenia.
System auburnski i konkurencyjny wobec niego system pensylwański są przez niektórych badaczy traktowane łącznie jako dwie odmiany systemu celkowego.

## Powstanie
Pod koniec XVIII w., pod wpływem idei humanitaryzmu w prawie, zaczęto zastanawiać się nad sposobem reorganizacji systemu więziennictwa. Reformatorzy jak John Howard i Jeremy Bentham zwracali uwagę na złe warunki przetrzymywania więźniów i nieracjonalność systemu ich karania. Idee reformatorskie rozwijane były także przez amerykańskich kwakrów. To oni, po długim okresie prób, założyli w 1829 wzorcowe więzienie Cherry Hill Penitentiary w Filadelfii, w stanie Pensylwania. System zaprowadzony w więzieniu nazwano systemem celkowym lub pensylwańskim i polegał on na całkowitej izolacji więźniów. Więźniowie osadzeni byli w pojedynczych celach, bez możliwości kontaktów ze sobą nawzajem oraz ze światem zewnętrznym. Również spożywanie posiłków, praca i spacery wykonywane były w izolacji. System celkowy spotkał się z dużym zainteresowaniem i w tym systemie zorganizowano wiele więzień na całym świecie. Pojawiły się również głosy krytyczne wobec takiej organizacji kary pozbawienia wolności.
System auburnski i konkurencyjny wobec niego system pensylwański są przez niektórych badaczy traktowane łącznie jako dwie odmiany systemu celkowego. 
W latach 1821-1823 w więzieniu w Auburn przeprowadzono eksperyment na bazie systemu pensylwańskiego. Podzielono więźniów na trzy grupy. Pierwsza była całkowicie izolowana (jak w Filadelfii), druga była izolowana 3 dni w tygodniu, a trzecia była izolowana jedynie w nocy, pracując wspólnie w dzień. W pierwszej grupie, liczącej 80 więźniów, wszyscy oprócz dwóch zmarli w wyniku chorób, popełnili samobójstwo lub rozwinęły się u nich choroby psychiczne. W najlepszej kondycji była grupa trzecia. Wyniki eksperymentu stały się podstawą stworzenia „systemu milczenia” (auburnskiego), który był modyfikacją systemu celkowego.

## Charakterystyka

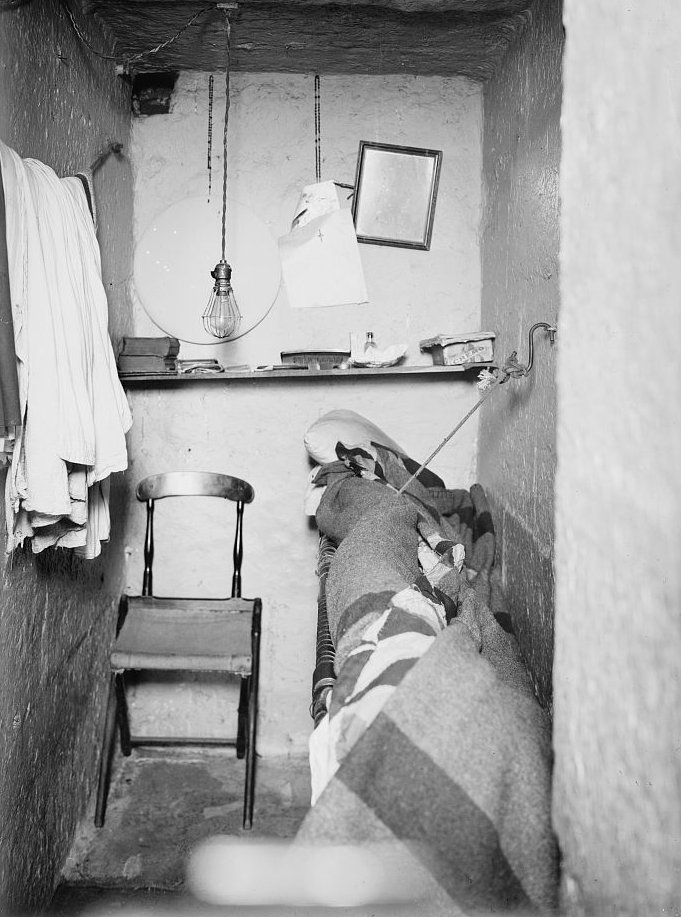
Cela w więzieniu Sing Sing

Ostateczną formę system milczenia uzyskał w 1831. Jego głównymi twórcami byli naczelnik więzienia w Auburn Elam Lynds i jego zastępca John Cray. Podobnie jak system celkowy, system milczenia oparty był na klasycznej szkole kryminologii, w której podstawowym celem pozbawienia wolności było karanie za popełnione przestępstwo, ciężka praca i pokuta. System auburnski oparty był na izolacji więźniów w indywidualnych celach jedynie w nocy. W dzień przebywali oni we wspólnych pomieszczeniach: jadalni, spacerniaku, świetlicy, warsztacie. Tam wykonywali wspólnie pracę i spożywali posiłki. W niedzielę nie pracowali, lecz uczęszczali na nabożeństwo w kaplicy, po czym wracali do cel, gdzie mieli się oddawać czytaniu Biblii. Więźniowie ubrani byli w specjalne uniformy – pasiaki.
Więźniowie mogli przebywać we wspólnych pomieszczeniach, możliwy był ich kontakt fizyczny (np. podczas przemarszu czy pracy), ale zabroniona była komunikacja. W celu przeciwdziałania demoralizacji obowiązywał ich jednak całkowity zakaz porozumiewania się (stąd system ten nazywany jest też systemem milczenia). Było to wyrazem przekonania, że skłonności przestępcze przenoszą się poprzez wzajemne kontakty („zarażanie” przestępczością i demoralizacją).

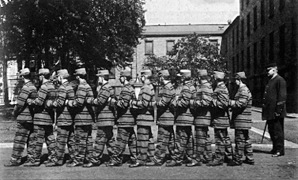
Lockstep – marsz w kolumnie w więzieniu w Auburn

Podobnie jak w systemie pensylwańskim, więźniowie mieli rozmyślać nad własną winą, dokonywać przemiany wewnętrznej i powrócić ku Bogu. Naruszenia dyscypliny więzienia były karane chłostą. Strażnicy musieli być bardzo czujni, by wychwycić wszelkie próby komunikacji. W nocy poruszali się bez butów, nasłuchując pod celami więźniów. Wynaleziono również specjalny system przemarszu więźniów w kolumnie (lockstep): więźniowie ustawieni byli gęsiego, trzymając ręce na swoich ramionach. Poruszali się szurając nogami, z podniesioną twarzą zwróconą ku strażnikom, by ci mogli obserwować czy nie rozmawiają ze sobą. W konsekwencji jednak rozwinął się wewnątrz tych więzień odrębny system porozumiewania się bezsłownego, opartego na gestach i grypsach (przekazywanych przez przewody wentylacyjne).

## Kobiety

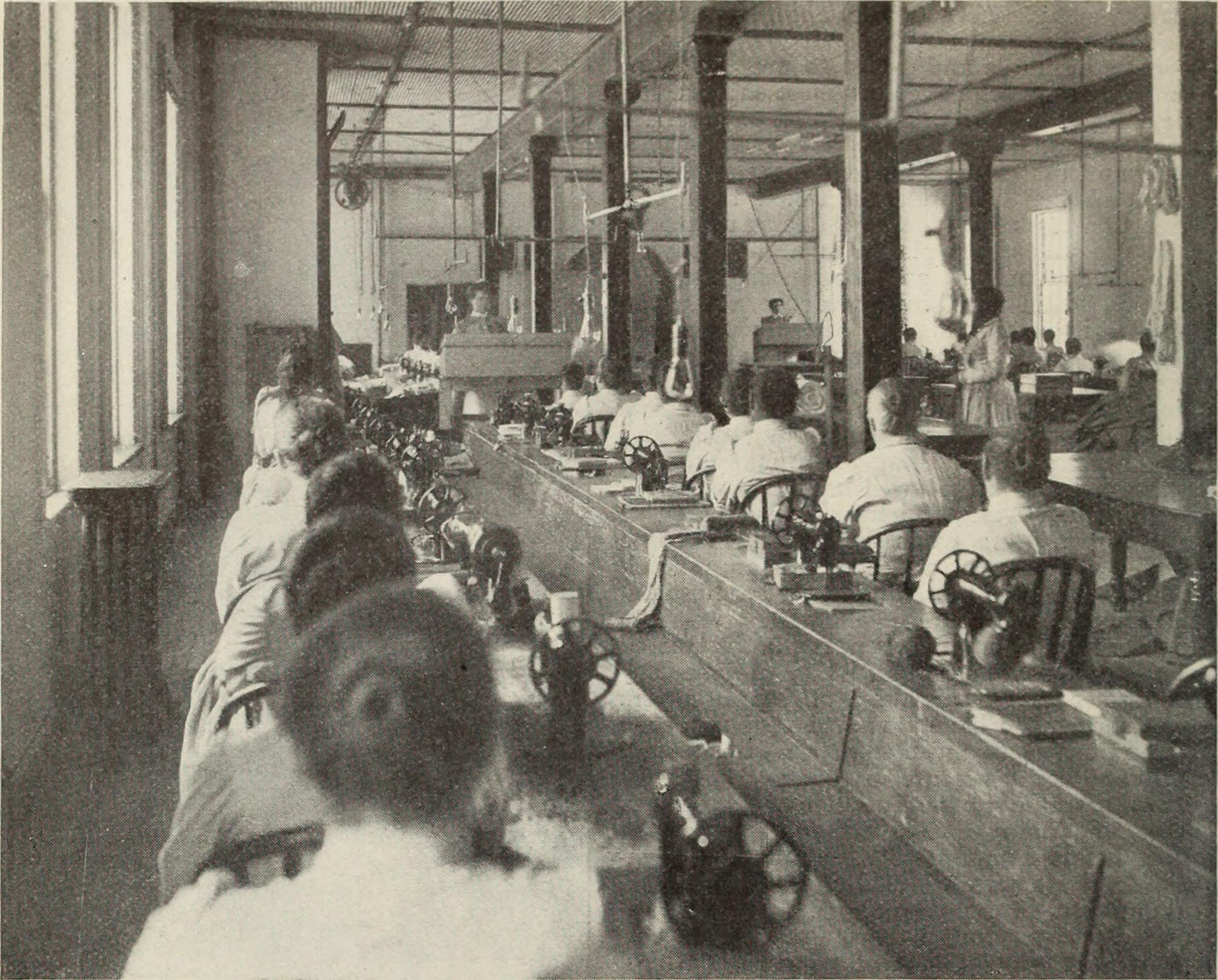
Szwalnia kobieca w więzieniu w Auburn (1890)

System milczenia zorganizowany był z myślą o uwięzionych mężczyznach. Uznawano, że kobiety są bardziej towarzyskie i nie będą mogły się powstrzymać od rozmawiania, a wymuszone milczenie może uszkodzić ich systemy nerwowe. Uwięzione w Aubern kobiety poddane zostały lżejszemu reżimowi więziennemu, w którym podczas pracy (przędzenie, roboty na drutach) nie wymagano całkowitego milczenia. Ich warunki więzienne były jednak znaczenie gorsze pod względem sanitarnym i przestrzennym. Początkowo było to niewentylowane poddasze nad kuchnią, a dopiero później (1832) nowa przybudówka i odrębne skrzydło (1838).

## Rozpowszechnienie

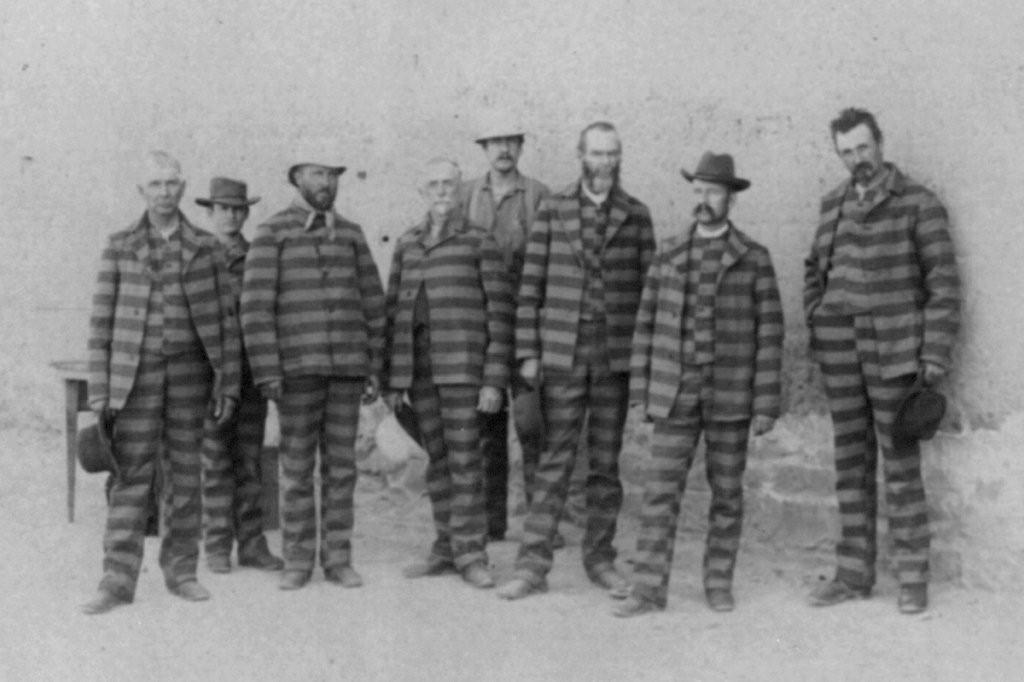
Więźniowie w Utah Penitentiary (1885) – więzienne pasiaki (w układzie poziomym) wprowadzono w więzieniu w Auburn

System auburnski był do połowy XIX w. głównym konkurentem oraz następcą systemu celkowego. O jego sukcesie zadecydowało to, że był tańszy od systemu celkowego i wymagał mniejszych zmian w architekturze więzień. Można było pozostawić wspólne pomieszczenia, a indywidualne cele mogły być skromniej wyposażone, jako że więźniowie przebywali w nich podczas snu. Wymagał jednak większej liczby strażników. Również prace wykonywane przez więźniów mogły być bardziej skomplikowane i dokonywane pod nadzorem. W więzieniu produkowano m.in. buty, uprzęże, narzędzia, zegarki, wozy, dywany i broń palną. Więzienie w Auburn współpracowało z licznymi przedsiębiorcami, którzy zamawiali te towary, a zyski inkasował zakład karny (więźniowie najczęściej nie byli za pracę wynagradzani).
Według systemu milczenia zorganizowano m.in. więzienia w Sing Sing (1825) czy Kingston Penitentiary (1835). Później, w tym systemie zreorganizowano dawne więzienie celkowe Eastern State Peniterntiary
W Anglii system ten znalazł zwolennika w osobie George’a Lavala Chestertona, który wprowadził go w Coldbath Field Prison. System auburnski był też stosowany w więzieniach Europy kontynentalnej (np. we Francji i Niemczech), gdzie nakaz ciszy (a nie tylko milczenia) był absolutny i obejmował też minimalizację jakichkolwiek dźwięków.
System milczenia przetrwał dłużej od systemu celkowego. W 1894 stan Nowy Jork zakończył umowę o pracę więźniów w większości więzień w tym systemie. Na początku XX w. zrezygnowano z nakazu całkowitego milczenia, a także z innych jego atrybutów (więzienne pasiaki, marsz w systemie lockstep)